# Jacob Johann Sievers

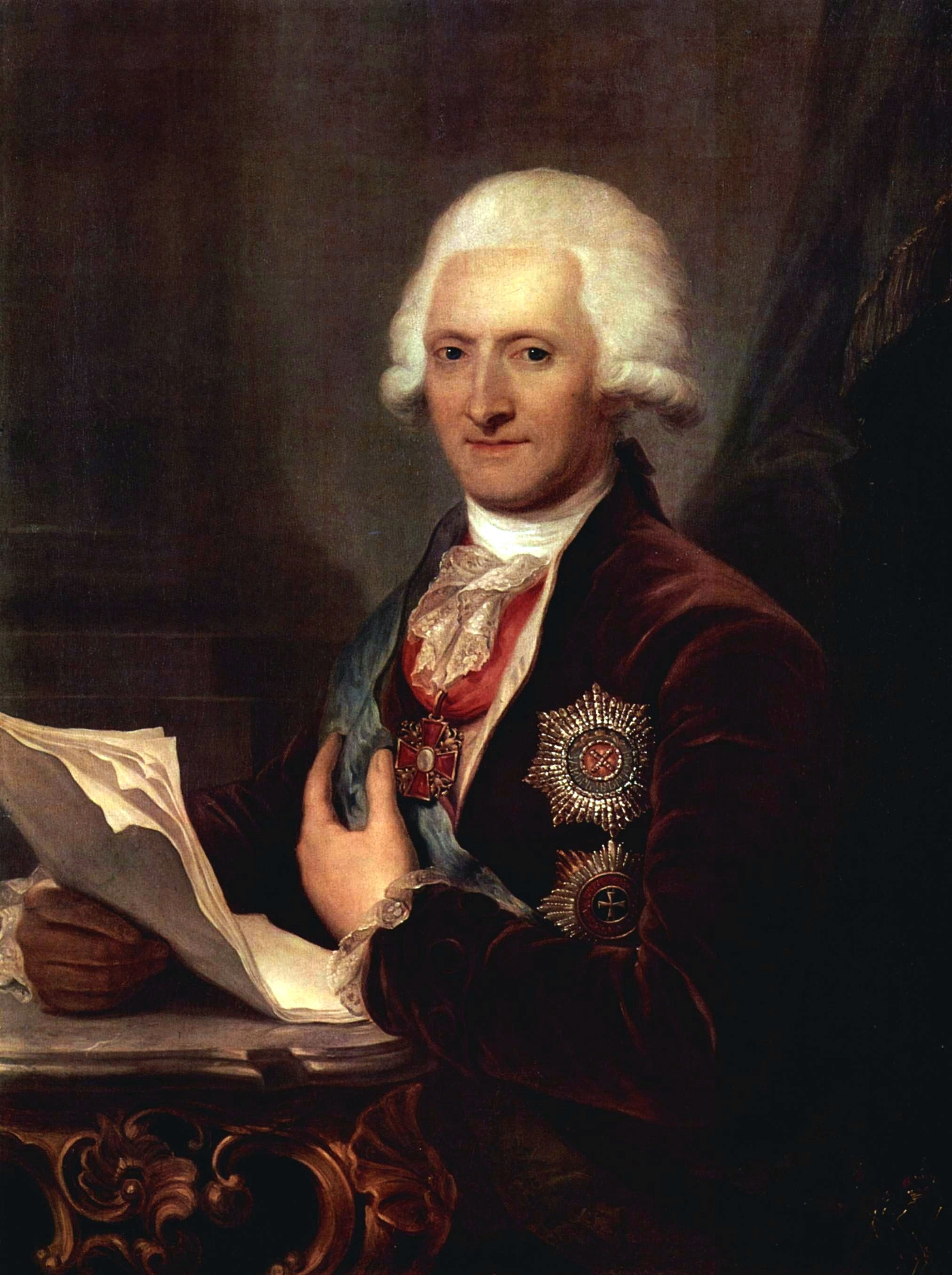
Graf Jacob von Sievers

Jacob Johann Graf von Sievers, russisch Яков Ефимович Сиверс (* 19. Augustjul. / 30. August 1731greg. in Wesenberg im Gouvernement Estland; † 11. Julijul. / 23. Juli 1808greg. in Bauenhof, heute: Bauņu, bei Wolmar in Livland) war ein deutsch-baltischer Offizier, Staatsmann und Diplomat in russischen Diensten. Er gilt als wichtiger Reformer während der Herrschaft der Zarin Katharina II.

## Herkunft
Der am 30. August 1731 in Wesenberg als erstes von 13 Kindern des Joachim von Sievers (1699–1770) zur Welt gekommene Jacob Johann wuchs in adligen aber bescheidenen Verhältnissen auf. Sein Großvater Joachim Johan von Sievers hatte das Geschlecht der Adelsfamilie Sievers begründet. Eine Verwandtschaft der Familie mit dem holsteinischen Uradel gleichen Namens gilt als umstritten. Sein Onkel Karl von Sievers, russischer Oberhofmarschall, förderte seinen späteren Aufstieg maßgeblich.

## Werdegang

### Diplomatischer Dienst in Westeuropa
Im Jahre 1743 zog er zu seinen Onkel Karl von Sievers nach St. Petersburg, wo er 1744 im Kollegium für Auswärtige Angelegenheiten seinen Dienst antrat. Im Jahre 1748 arbeitete er bei der russischen Gesandtschaft in Kopenhagen unter dem Botschafter Baron von Korff. Von 1749 bis 1755 als Diplomat in London, hierbei hatte er auch die Möglichkeit mit seinem Vorgesetzten Graf Tschernschew neben England auch Frankreich und Deutschland zu bereisen. Die englische Demokratie prägte ihn sehr. Zeit seines Lebens hegte Sievers eine Vorliebe für dieses Land, und manche Anregungen, insbesondere zu späteren Agrarreformen in Russland, hatten dort ihren Ursprung. Durch Hauslehrer und Selbststudium konnte er sich während der Auslandstätigkeiten eine umfassende Bildung aneignen.

### Militärische Karriere und Kuraufenthalte
Der beginnende Siebenjährige Krieg führt dazu, dass Jacob Johann von Sievers 1756 in den Militärdienst eintrat. Er wurde russischer Offizier und brachte es bis zum Generalmajor unter General Apraxin. Die Schlacht bei Groß-Jägersdorf überlebte er nur knapp. Nachdem er seine Tapferkeit in weiteren Schlachten bewiesen hatte, wurde er in den Generalstab von Graf Fermor aufgenommen. Krankheitshalber wurde er Anfang des Jahres 1761 vom Dienst suspendiert, worauf er zur Kur mit seinem Bruder Peter nach Italien und Österreich reiste. Wiederum widmet er sich der Literatur und seiner Bildung, inzwischen sprach er sieben Sprachen fließend. Erst im Herbst 1762 kehrte er nach Russland zurück. Sievers erlebte also die Zeit Peters III. nur aus der Ferne mit.

### Gouverneur von Nowgorod

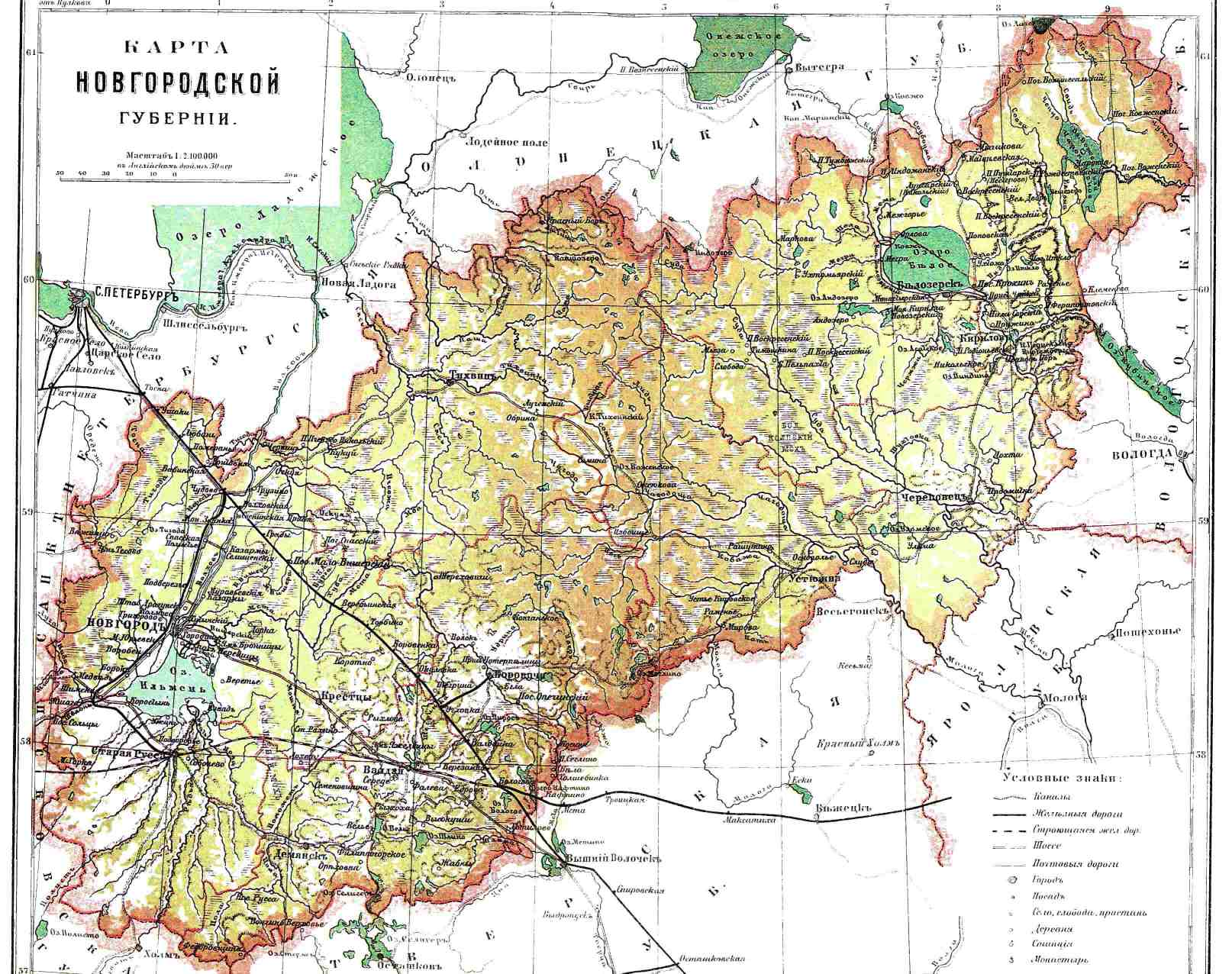
Bezirk Nowgorod, zwischen Polen, St. Petersburg und Moskau

Katharina II. lernte ihn auf ihrer ersten Inspektionsreise in den russischen Ostseeprovinzen Liv- und Estland 1764 kennen. Bald darauf begann Sievers seine Laufbahn als führender Verwaltungsbeamter. Er wurde überraschend zum Generalgouverneur von Nowgorod ernannt (1764 bis 1776), anschließend war er bis 1781 Statthalter bzw. Generalgouverneur von Twer und Nowgorod. Gleich zu Beginn seiner Verwaltungstätigkeit schickte Sievers der Zarin demnach einen Bericht über die Erfordernisse des Gouvernements. Im Laufe seines Briefwechsels mit Katharina II. wurden Fragen der Wasserverbindungen, des Schiffsbaus, des Erhalts der Wälder, der wirtschaftlichen Lage der Bauern, der Rekrutenaushebung besprochen, die in der Praxis ihre Wirkungen zeigten. Sievers richtete in seinem Generalgouvernement erstmals eine Post ein.
Jacob Johann von Sievers bereitete mit seiner, den Vorbildern der deutsch geprägten baltischen Provinzen verpflichteten Tätigkeit, als Generalgouverneur von Nowgorod die groß angelegte Gouvernementsreform vor, die Katharina II. 1775 im gesamten Reich durchführen ließ und die einen wesentlichen Einschnitt in der russischen Verwaltungsgeschichte bedeutete. Sievers war an diesem Reformwerk zweifach beteiligt: Als Gouverneur einer Modellregion und zum zweiten aber auch durch weitere theoretische Vorschläge, die er der Zarin in zahllosen Briefen unterbreitete. Auf seine Initiative gehen zudem die Einführung des Kartoffelanbaus und die Abschaffung der Folter (1767) zurück. 1779 verfasste er eine Denkschrift über die Gefängnisse in Russland und schlug vor, auch hier Verbesserungen durchzuführen. Gemäß seiner Anregung gründete Katharina II. eine erste russische Assignatenbank. Die Zarin wandte sich ihrerseits in vielen Briefen mit Vorschlägen und Ratschlägen an Sievers – etwa 500 davon sind bekannt.
Im Jahre 1781 wurde Sievers als Generalgouverneur von Twer und Nowgorod auf seinen eigenen Wunsch hin abgelöst. Nicht zuletzt ging sein Entschluss zurück auf Auseinandersetzungen mit Fürst Potjomkin.

### Botschafter in Polen

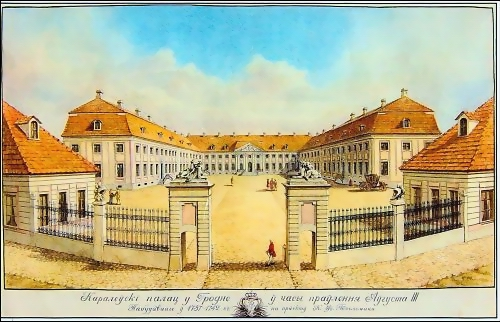
Das Neue Schloss von Grodno, hier wurde die Teilung Polens erzwungen.

Nachdem er zuletzt als livländischer Landrat und Landwirt aktiv gewesen war, wurde er 1792 russischer Botschafter in Polen. Als erste Amtshandlung sollte er den Herzog von Kurland Peter von Biron im Namen der Kaiserin zurechtweisen. Dann leitete er den Prozess zur zweiten Theilung Polens ein. Mit Waffengewalt wurden der polnische König und die Adligen zum Einverständnis gezwungen. 1794 wurde er nach erfolgreichen Verhandlungen als Botschafter abberufen.

### Letzte Berufsjahre
Zar Paul ernannte ihn 1796 zum Senator und 1797 zum Chef des neuen Departements der Wasserkommunikation, sowie zum Leiter der russischen Kinderheime. 1798 wurde er mit seinen beiden Brüdern Peter von Sievers und Karl E. von Sievers in den erblichen Grafenstand erhoben. 1800 schied er aus dem Staatsdienst.

## Ruhestand

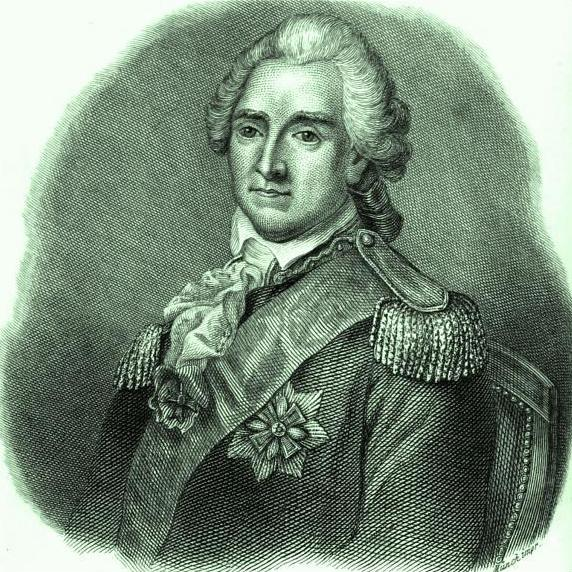
Jacob v. Sievers nach der Ordensverleihung durch den König Preußens, Friedrich Wilhelm II

Nach seinem Ausscheiden aus dem aktiven Dienst wurde er mit großen Besitztümern beschenkt. Unter anderem erhielt er mehrere Dörfer bei Minsk mit über 2500 Bewohnern. Durch weitere Zukäufe und Erbschaften war er Besitzer zahlreicher Gutshöfe in Estland (Heimar, Rasik und Kampen), Livland (Bauenhof, Neuhall, Zarnau und Ostrominsky), Ingermanland (Gadebusch, Lopatino, Sel'co und Muratovo), im Gouvernement Polock (Starostei Kasian und Gut Rudnja) und in Finnland (Sackala).
Sievers engagierte sich im Ruhestand in vielfältiger Weise z. B. für die Gründung der Kaiserlichen Universität Dorpat. Er errichtete eine Stiftung für Studenten, die bis 1917 aktiv war. Seit 1804 trat er wiederholt mit seinen einflussreichen Brüdern für einen Krieg gegen Frankreich ein, um Napoleon zu stürzen.

## Familie
Er war verheiratet mit seiner Cousine Elisabeth von Sievers und hatte mit ihr die drei Töchter Catharina (1770–1844), Benedicta (1773–1799) und Elisabeth (1776–1865, 1792 vermählt mit Berend von Uexküll (1762–1827)). Die Ehe wurde nach dem Skandal „Affaire Poutiatine“ geschieden. Elisabeth von Sievers heiratete daraufhin ihren Liebhaber Fürst Putjatin.

## Orden und Ehrungen
- Am 26. Januar 1762 wurde ihm der Annenorden verliehen
- Am 10. Juli 1775 erhielt er den Alexander-Newski-Orden
- Im August 1793 wurde ihm der Andreas-Orden überreicht
- Am 7. Oktober 1793 verlieh ihm Friedrich Wilhelm II den Schwarzen Adlerorden
- Am 19. Oktober 1793 erhielt er den Orden des Heiligen Wladimir, 1. Klasse
- Von 1797 bis 1808 war er 2. Patron der St. Petrikirche in Sankt Petersburg

Der Sieverskanal entstand zwischen 1798 und 1803 und wurde nach ihm benannt.